# Quintalle Nix
Quintalle Nix (Heerlen, 1971) is een Nederlands fotograaf.

## Biografie
Nix heeft zich na haar opleiding tot docent beeldende vorming als fotograaf ontwikkeld en studeerde in 2010 af aan de Fotoacademie in Amsterdam. Gedurende haar opleiding aan de Fotoacademie ging Quintalle aan de slag als freelancer voor grote opdrachtgevers als Akzo Nobel. Haar afstudeerproject ‘Forty-up’ werd geëxposeerd in De Melkweg Galerie. In 2013 was er onenigheid met Hans Vervoort rondom een auteursrechtelijke kwestie. Vervoort had als reden opgegeven dat hij moest stoppen met zijn website door een rekening voor het ongeoorloofd gebruik van haar werk.

## Werk
Nix werkte voor bladen als VPRO Gids en Quote Magazine. Haar werk is gepubliceerd in onder andere Passionate Magazine en PS Het Parool. Tegenwoordig richt zij zich steeds meer op haar vrij werk en het exposeren hiervan, waaronder recentelijk op het FotoFestival Naarden.  
Quintalle richt zich vooral op het portretteren van vrouwelijk naakt. Kwetsbaarheid is een rode draad die iedere keer weer terugkeert in haar werk, een kwetsbaarheid die volgens Quintalle het meest zichtbaar wordt als mensen zich blootgeven voor de camera.
In januari 2016 publiceerde Nix door middel van crowdfunding samen met kunstenares Gaïd Ombre in eigen beheer, het boek Hollandse Naakten, waarin bekende Nederlandse vrouwen, waaronder Barbara Barend, Isa Hoes, Jasmine Sendar, Marian Mudder, Marion Pauw, Saskia Temmink, Alwien Tulner en Sylvana Simons, naakt zijn geschilderd en gefotografeerd. De geportetteerde vrouwen verbeelden voor het kunstenaarsduo de kracht en kwetsbaarheid van vrouwen van deze tijd.
In mei 2016 was Quintalle Kunstenaar van de Week in het AVRO/TROS programma Opium. In juli 2016 exposeerde ze haar werk op het Torenkamerfestival in het Vondelparkpaviljoen.